# 宝殿
宝殿（ほうでん）は、兵庫県の加古川市と高砂市にまたがる地域である。

## 概要
「宝殿」という地域名は加古川市においても高砂市においても大字としては採用されておらず、その指し示す範囲は一様ではないが、「石の宝殿」と呼ばれる生石神社の氏子地域（生石神社#氏子一覧を参照）およびその周辺地域を指すのが一般的であり、これはJR宝殿駅の徒歩圏内ともおおむね一致する。
北は一部氏子地域を含む加古川市東神吉町・西神吉町を挟んで志方町、南は明姫幹線を挟んで高砂市荒井地区、東は加古川を挟んで加古川市街地、西は法華山谷川で高砂市阿弥陀町に接する。
加古川バイパス・国道2号・兵庫県道43号高砂北条線（北条街道）が通り、地域内にJR神戸線の宝殿駅と加古川バイパスの加古川西ランプがある。宝殿駅が神戸・大阪方面へのアクセスの良さから住宅街として好まれ、店舗も多い。